# Systems on Silicon Manufacturing Cooperation
Systems on Silicon Manufacturing Cooperation (SSMC) ist eine Foundry, also ein Auftragsfertiger für Halbleiterprodukte. Der Firmensitz und die Produktion befinden sich in Singapur.

## Firmengründung
SSMC wurde 1998 als Joint-Venture von Philips, TSMC und der Economic Development Board Investments Pte Ltd. gegründet. Seit November 2006 gehört die Firma anteilig NXP Semiconductors (61,2 %) und TSMC (38,8 %). Zu den Kunden von SSMC gehören außer NXP Semiconductors und TSMC unter anderem Sony und Canon.

## Produktion
SSMC betreibt eine Fabrik zur Herstellung von 200-mm-Wafern mit Strukturbreiten von 0,14 bis 0,25 Mikrometer. Der Bau der Fabrik in Singapur begann im Juni 1999. Die Produktion startete im Jahr 2000. Nach eigenen Angaben hat SSMC eine Fertigungskapazität von 53.000 Wafern pro Monat (Stand: Ende 2009).
In 2008 war SSMC mit einem Umsatz von 340 Mio. US$ die weltweit zehntgrößte Foundry. Für das Jahr 2009 belegt SSMC mit einem Umsatz von 280 Mio. US$ den 14. Rang., für 2010 mit 330 Mio. US$ den Rang 12 und für 2011 mit 345 Mio. US$ den 11. Rang.